# Manochlamys albicans
Manochlamys albicans är en amarantväxtart som först beskrevs av William Aiton, och fick sitt nu gällande namn av Paul Aellen. Manochlamys albicans ingår i släktet Manochlamys och familjen amarantväxter. Inga underarter finns listade i Catalogue of Life.